# Liste der Monuments historiques in Calmont (Haute-Garonne)
Die Liste der Monuments historiques in Calmont (Haute-Garonne) führt die Monuments historiques in der französischen Gemeinde Calmont auf.

## Liste der Bauwerke
| Bezeichnung                      | Beschreibung | Standort                    | Kennzeichnung | Schutzstatus | Datum | Bild           |
| -------------------------------- | ------------ | --------------------------- | ------------- | ------------ | ----- | -------------- |
| Schloss                          |              | Rue du Vieux Château (Lage) | PA00094301    | Inscrit      | 1927  | weitere Bilder |
| Château de Terraqueuse (Schloss) |              | (Lage)                      | PA31000002    | Inscrit      | 1996  |                |
| Protestantische Kirche           |              | Rue du Temple (Lage)        | PA31000094    | Inscrit      | 2015  |                |

## Liste der Objekte
| Bezeichnung                | Beschreibung    | Standort                       | Kennzeichnung | Schutzstatus | Datum | Bild |
| -------------------------- | --------------- | ------------------------------ | ------------- | ------------ | ----- | ---- |
| Gemälde Heilige Margaretha | 17. Jahrhundert | in der Kirche St-Sernin (Lage) | PM31000078    | Classé       | 1914  |      |